# Wildcard (álbum de Miranda Lambert)
Wildcard —en español: «Comodín»— es el séptimo álbum de estudio de la artista estadounidense de música country Miranda Lambert. Fue lanzado el 1 de noviembre de 2019 a través de RCA Records Nashville. El álbum fue producido por Jay Joyce, marcando la primera vez que Miranda trabaja con el productor. Cuenta con los sencillos «It All Comes Out in the Wash» y «Bluebird».

## Contenido
«It All Comes Out in the Wash» fue lanzado el 18 de julio de 2019 como su primer sencillo. Cinco otras canciones—«Locomotive», «Mess with My Head», «Bluebird», «Way Too Pretty for Prison», y «Pretty B***chin'»—también se previsualizaron antes del álbum. «Way Too Pretty for Prison» fue inspirado por Karen Fairchild de Little Big Town y fue grabado como una colaboración con Maren Morris. Miranda tiene créditos de coescritura en las 14 canciones.

## Promoción
En apoyo del lanzamiento del álbum, Miranda Lambert anunció una gira por 27 ciudades en América del Norte, Wildcard Tour que está programada para comenzar el 16 de enero de 2020 en Tupelo, Misisipi en BancorpSouth Arena y programado para concluir el 9 de mayo de 2020 en Montreal, Quebec en el Bell Centre. Los actos de apoyo incluirán Cody Johnson, LANCO, Randy Rogers Band, Parker McCollum y un acto desconocido que se anunciará.

## Rendimiento comercial
El álbum debutó en el número 4 en los Estados Unidos Billboard 200 y en la lista de Top Country Albums en el número 1 con 53,000, unidades equivalentes al álbum, incluyendo 44,000 ventas de álbumes puros. su séptimo álbum country número uno.

## Lista de canciones
Adaptado de Rolling Stone.
| Wildcard |                                                |                                                        |          |  |
| N.º      | Título                                         | Escritor(es)                                           | Duración |  |
| 1.       | «White Trash»                                  | Miranda Lambert, Luke Dick, Natalie Hemby, Laura Veltz | 3:10     |  |
| 2.       | «Mess with My Head»                            | Lambert, Dick, Hemby                                   | 2:33     |  |
| 3.       | «It All Comes Out in the Wash»                 | Hillary Lindsey, Lori McKenna, Liz Rose                | 3:35     |  |
| 4.       | «Settling Down»                                | Lambert, Dick, Hemby                                   | 3:17     |  |
| 5.       | «Holy Water»                                   | Lambert, Brent Cobb, Mike Harris, Scotch Taylor        | 3:14     |  |
| 6.       | «Way Too Pretty for Prison» (con Maren Morris) | Lambert, Lindsey, McKenna, Rose                        | 3:14     |  |
| 7.       | «Locomotive»                                   | Lambert, Ashley Monroe, K.S. Rhoads                    | 3:14     |  |
| 8.       | «Bluebird»                                     | Lambert, Dick, Hemby                                   | 3:30     |  |
| 9.       | «How Dare You Love»                            | Lambert, Jamie Kinney, Monroe                          | 3:37     |  |
| 10.      | «Fire Escape»                                  | Lambert, Lindsey, McKenna, Rose                        | 3:49     |  |
| 11.      | «Pretty Bitchin'»                              | Lambert, Dick, Hemby, Jon Randall                      | 3:32     |  |
| 12.      | «Tequila Does»                                 | Lambert, Jack Ingram, Randall                          | 4:01     |  |
| 13.      | «Track Record»                                 | Lambert, Lindsey, McKenna, Rose                        | 3:19     |  |
| 14.      | «Dark Bars»                                    | Lambert, Rose                                          | 4:48     |  |
| 48:53    |                                                |                                                        |          |  |

## Posicionamiento en listas
| Listas (2019)                       | Mejor posición |
| ----------------------------------- | -------------- |
| Australia (ARIA)                    | 19             |
| Australian Country Albums (ARIA)    | 2              |
| Canadá (Billboard Canadian Albums)  | 12             |
| Escocia (Scottish Albums Chart)     | 18             |
| Suiza (Schweizer Hitparade)         | 92             |
| Reino Unido (UK Albums Chart)       | 57             |
| Reino Unido (UK Country Albums)     | 1              |
| US Billboard 200                    | 4              |
| Estados Unidos (Top Country Albums) | 1              |